# Västtrut
Västtrut (Larus occidentalis) är en fågel i familjen måsfåglar som förekommer vid Nordamerikas västra kustlinje.

## Utseende

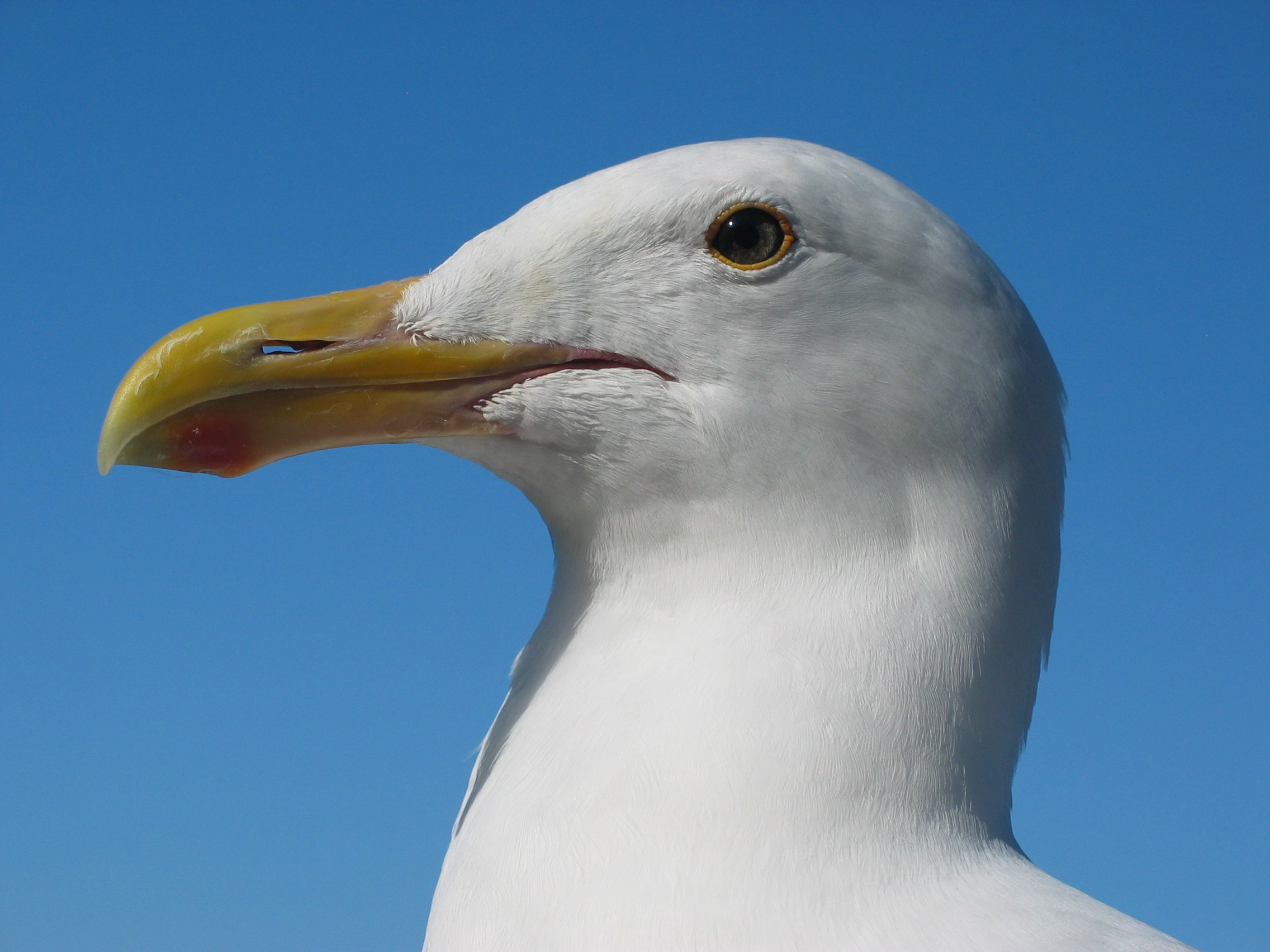
Närbild av huvudet

Västtrut når en längd av 53–56 centimeter och ett vingspann på omkring 135 centimeter. Huvud, hals och undersida samt delar av stjärten är vita. I vinterdräkt förekommer ibland gråa streck vid huvud och hals. Rygg och vingovansida är mörkgrå till svart. På främre delen av den gulaktiga näbben finns en röd fläck. Fötterna är köttfärgade. Juvenila individer är vattrad i brungrått och vitt.
Västtruten är lik sin nära släkting mexikansk trut (Larus livens) och de betraktades tidigare som en och samma art. Denna har dock gula ben och tjockare näbb. Skiffertrut som är en mycket sällsynt gäst i västra Nordamerika har tunnare näbb, mer vitt på vingspetsarna och har mörkare markerat huvud vintertid.

## Läten
Västtrutens läten liknar kanadatrutens, men är något mörkare och enklare med tonerna mer avklippta.

## Utbredning och systematik
Västtruten lever vid västra Nordamerikas kustlinje. Den är vanlig i Kanada i British Columbia, i USA i delstaterna Washington, Oregon, Kalifornien, Idaho, Nevada, Colorado och New Mexico samt i norra Mexiko. Ibland syns den även i Arizona, Texas, Florida, Illinois, Saskatchewan, Québec och Alaska eller i södra Mexiko.
Arten delas vanligtvis upp i två underarter med följande utbredning:
- Larus occidentalis occidentalis – häckar på stillahavskusten från British Columbia till centrala Kalifornien.
- Larus occidentalis wymani – häckar från centrala Kalifornien (Monterey Bay) till södra Baja.

Västtrut är närmast släkt med mexikansk trut och tillsammans är de systergrupp till en stor grupp trutar på norra halvklotet, med bland andra gråtrut, silltrut och vittrut. Den är faktiskt endast avlägset släkt med dess geografiskt närmaste granne gråvingad trut som den trots det genetiska avståndet ofta hybridiserar med och skapar mellanformer.

## Ekologi
Västtruten häckar vanligen i klippiga områden ofta på öar eller nära flodmynningar. Fågeln livnär sig främst av fiskar och ryggradslösa djur som krill, bläckfiskar, maneter, sjöstjärnor, musslor och snäckor. Dessutom äter de as som döda individer av sälar. De letar även i människans avfall efter föda och dödar ibland ungdjur av andra fåglar. Västtrut kan bli upp till 25 år gammal men vanligt är 15 år.

## Status och hot
Arten har ett stort utbredningsområde och en stor population, och tros öka i antal. Utifrån dessa kriterier kategoriserar IUCN arten som livskraftig (LC).